# Meteora (album)
Meteora – drugi studyjny album amerykańskiego zespołu nu metalowego Linkin Park wydany 25 marca 2003 roku. Sprzedał się w nakładzie 16 mln egzemplarzy, wynosząc zespół na szczyty list przebojów. Nazwa płyty pochodzi od masywu górskiego o nazwie Meteory.
Specjalne wydanie albumu zawiera DVD z materiałem zapisanym podczas jego tworzenia (The Making of Meteora). Wydana została także wersja płyty w digipacku (tekturowo- plastikowym opakowaniu), zawierająca krótkometrażowy film "The Art of Meteora", singiel "Somewhere I Belong" oraz małe dodatki na PC, jak wygaszacze ekranu, ikony, kursory itp.

## Lista utworów
1. "Foreword" – 0:14
2. "Don't Stay" – 3:07
3. "Somewhere I Belong" – 3:33
4. "Lying from You" – 2:55
5. "Hit the Floor" – 2:44
6. "Easier to Run" – 3:24
7. "Faint" – 2:42
8. "Figure.09" – 3:17
9. "Breaking the Habit" – 3:16
10. "From the Inside" – 2:53
11. "Nobody's Listening" – 2:58
12. "Session" – 2:23
13. "Numb" – 3:05

## Twórcy

### Linkin Park
- Chester Bennington – wokale główne
- Mike Shinoda – wokale, rap, gitara rytmiczna ("Somewhere I Belong", "Hit the Floor", "Easier to Run", "Faint", "From the Inside"), samplery, aranżacja instrumentów smyczkowych ("Faint", "Breaking the Habit"), pianino ("Numb"), syntezator ("Breaking the Habit")
- Brad Delson – gitara prowadząca
- Dave „Phoenix” Farrell – gitara basowa
- Joe Hahn – turntablizm, samplery, programowanie
- Rob Bourdon – perkusja

### Pozostali muzycy
- David Campbell – aranżacja instrumentów smyczkowych ("Faint", "Breaking the Habit")
- Joel Derouin, Charlie Bisharat, Alyssa Park, Sara Parkins, Michelle Richards, Mark Robertson – skrzypce ("Faint", "Breaking the Habit")
- Evan Wilson, Bob Becker – altówki ("Faint", "Breaking the Habit")
- Larry Corbett, Dan Smith – wiolonczele ("Faint", "Breaking the Habit")
- David Zasloff – shakuhachi ("Nobody's Listening")

## Pozycje na listach
| Lista         | Kraj              | Pozycja |
| ------------- | ----------------- | ------- |
| Billboard 200 | Stany Zjednoczone | 1       |
| OLiS          | Polska            | 3       |

### Certyfikaty
| Kraj              | Organizacja wydająca | Status           |
| ----------------- | -------------------- | ---------------- |
| Australia         | ARIA Charts          | 4-krotna platyna |
| Belgia            | IFPI                 | Złoto            |
| Francja           | SNEP                 | 3-krotna platyna |
| Grecja            | IFPI Greece          | Złoto            |
| Niemcy            | BVMI                 | 7-krotne złoto   |
| Nowa Zelandia     | RMNZ                 | 3-krotna platyna |
| Polska            | ZPAV                 | Platyna          |
| Stany Zjednoczone | RIAA                 | 7-krotna platyna |
| Wielka Brytania   | BPI                  | 2-krotna platyna |